# Balogunyom
Balogunyom (vyslovováno [baloguňom], chorvatsky Balogujamba) je velká vesnice v Maďarsku v župě Vas, spadající pod okres Szombathely. Vznikla v roce 1949 spojením dvou obcí Balogfa a Nagyunyom. Nachází se asi 5 km jižně od Őriszentpéteru. V roce 2015 zde žilo 1 106 obyvatel. Dle údajů z roku 2011 tvoří 87,1 % obyvatelstva Maďaři, 1,6 % Němci a 0,6 % Chorvati.
Sousedními vesnicemi jsou Ják a Kisunyom, sousedním městem Szombathely.